# Kalwaria Zebrzydowska
Kalwaria Zebrzydowska là một thị trấn thuộc huyện Wadowicki, tỉnh Małopolskie ở nam Ba Lan. Thị trấn có diện tích 6 km². Đến ngày 1 tháng 1 năm 2011, dân số của thị trấn là 4.493 người và mật độ 817 người/km².
Thị trấn được thành lập bởi tỉnh trưởng Kraków là Mikołaj Zebrzydowski vào ngày 1 tháng 12 năm 1602. Các công trình cổ kính tại thị trấn được biết đến với tên công viên Kalwaria Zebrzydowska (Kalwaria Zebrzydowska: bao gồm các con đường hành hương, công viên cảnh quan cùng kiến trúc phức hợp), được UNESCO ghi vào danh sách các di sản thế giới vào năm 1999.

## Liên kết ngoài

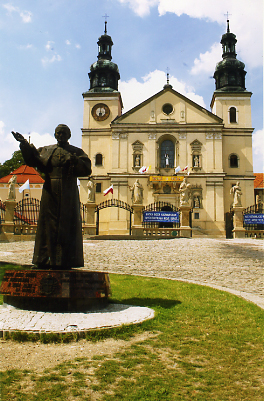
Tu viện